# تلمبه سجادی (کرمان)
تلمبه سجادی یک منطقهٔ مسکونی در ایران است که در دهستان پشت رود واقع شده‌است.